# اچ‌ام‌اس اچ۲۶
اچ‌ام‌اس اچ۲۶ (به انگلیسی: HMS H26) یک زیردریایی بود که طول آن ۱۷۱ فوت ۰ اینچ (۵۲٫۱۲ متر) بود. این زیردریایی در سال ۱۹۱۷ ساخته شد.